# Frederico II da Suábia
Frederico II da Suábia (1090 — 6 de abril de 1147) foi duque da Suábia de 1105 até à sua morte. Seu irmão mais novo, Conrado, foi eleito Rei dos Romanos em 1138, e seu filho primogênito, Frederico Barbarossa, se tornou Imperador Romano-Germânico, em 1155.

## Relações familiares
Foi filho de Frederico I da Suábia (1050–21 de julho 1105) duque da Suábia e de Inês da Germânia (1074–24 de setembro de 1143). Casou por duas vezes, a primeira em 1120 com com Judite de Guelfo (1100–1130/1131), filha de Henrique IX da Baviera, "O negro", duque de Baviera e de Vulfilda da Saxônia, de quem teve:
1. Frederico I do Sacro Império Romano-Germânico (1122–10 de junho de 1190), casado com por duas vezes, a primeira com Adelaide de Vohburg e a segunda Beatriz I da Borgonha.

1. Berta de Hohenstaufen (1123–1195), casada com Mateus I da Lorena, duque da Lorena e conde da Alsácia e de Metz.

O segundo casamento foi com Inês de Saarbrücken, (?–1147) filha de Frederico I de Saarbrücken, duque de Saarbrücken e de Gisela da Lorena, de quem teve:
1. Conrado de Hohenstaufen (1136–9 de novembro de 1195), eleitor do Palatinado casado por duas vezes, a primeira com Elisabete de Stahleck e a segunda com Hermengarda de Heneberga.

1. Judite de Hohenstaufen, casada com Luís II da Turíngia.